# No-Go-Areas – Das Gesetz der Straße
No-Go-Areas – Das Gesetz der Straße ist eine deutsche Dokumentationsreihe über Gebiete mit hoher Kriminalität.

## Inhalt
Die Dokumentationsreihe porträtiert das Leben in sogenannten No-Go-Areas in verschiedenen Staaten. Dies sind Zonen, in denen die Polizei kaum Mittel, Einfluss und Möglichkeiten hat, für Sicherheit zu sorgen und das Recht oft nur noch von Spezialeinheiten durchgesetzt werden kann. Gründe sind die Organisierte Kriminalität, Armut im Viertel, mangelnder Rückhalt in der Bevölkerung und Korruption. Gezeigt wird der Alltag von Bossen lokaler Drogengangs, die eigene Regeln festlegen und den Menschen, die für sie arbeiten. Dazu zählen Auftragsmörder, Dealer, Fahrer und Späher. Es wird gezeigt, dass die Organisierte Kriminalität nicht nur im Drogenhandel, sondern auch in anderen Bereichen wie Schutzgelderpressung und Prostitution aktiv ist. In den betroffenen Gebieten ist ein großer Teil der Bevölkerung betroffen, deren Leben von Gewalt bestimmt wird. Es gibt aber auch mutige Menschen, die sich der Kriminalität mit Projekten vor Ort entgegenstellen und versuchen, den Jugendlichen eine sinnvolle Beschäftigung wie Sport zu geben oder Beratung bei Problemen anbieten.

## Episodenliste
| Folge | Titel       |
| ----- | ----------- |
| 1.01  | Kapstadt    |
| 1.02  | Detroit     |
| 1.03  | Philippinen |
| 1.04  | Jamaika     |
| 1.05  | Kolumbien   |
| 1.06  | Mexiko      |